# Laurier-cerise
Prunus laurocerasus
Pour les articles homonymes, voir Laurier et Cerise (homonymie).
Espèce
Classification phylogénétique
Le Laurier-cerise, parfois appelé laurier de Trébizonde, laurier-amande, laurier-palme ou laurelle (Prunus laurocerasus), est une espèce de plantes à fleurs de la famille des Rosaceae. C'est un arbuste fréquemment planté en haies, appréciant les climats doux (côtes méditerranéenne et atlantique notamment). Cette espèce est considérée comme envahissante en Europe occidentale et en Amérique du Nord.

## Terminologie
Cette plante fait partie des nombreuses plantes appelées « laurier » en raison de l'aspect de leurs feuilles, elliptiques, coriaces et brillantes. Originaire du haut-plateau arménien, il n'a pourtant rien à voir avec le genre Laurus puisqu'il appartient à la famille des Rosacées et au genre Prunus.
D'autres noms vernaculaires, utilisés parfois selon les variétés plantées, rappellent son origine (l'Asie mineure) ou son usage : laurier du Caucase, laurier de Trébizonde (en référence à une colonie grecque établie à l'époque en Anatolie), laurier à lait, laurier aux crèmes ou laurier-tarte (allusion aux feuilles infusées pour aromatiser le lait ou des desserts lactés avec le parfum d’amande amère), laurier-amande, laurier-amandier (allusion à l'odeur d'amande amère au froissement, due au benzaldéhyde volatil), laurine. Ces noms prêtent à confusion car, dans la taxonomie botanique, cette plante est un cerisier et non un laurier.
L'épithète spécifique laurocerasus fait référence au latin : laurier (laurus) et cerise (cerasus, apparemment de la cité antique anatolienne Cérasonte).

## Histoire
Originaire d'Asie occidentale, cette plante est découverte par le naturaliste Pierre Belon en 1546 à Trébizonde. Apportée par Belon à Constantinople, elle est importée en Italie. En 1558, alors que Belon visite en Toscane des jardins d'acclimatation, on lui fait cadeau de deux boutures de laurier-cerise qu'il rapporte en France. La plante s'est ainsi progressivement acclimatée en Europe depuis la Renaissance.

## Nomenclature, étymologie
L’espèce a été décrite la première fois en 1753, par Linné, sous le nom de Prunus laurocerasus, dans Species Plantarum 1: 474.
Le nom de genre Prunus vient du latin prūnus, ī, f. signifiant  « prunier », emprunté à une langue méditerranéenne, comme le grec ancien προύμνον, proumnon qui désigne la prune ou le prunier. 
L’épithète spécifique laurocerasus est un étymon botanique composé des deux racines latines laurus « laurier » et cerasus « cerisier ». L’arbre a des feuilles comme celles du laurier et des fruits comme ceux du cerisier.

## Description

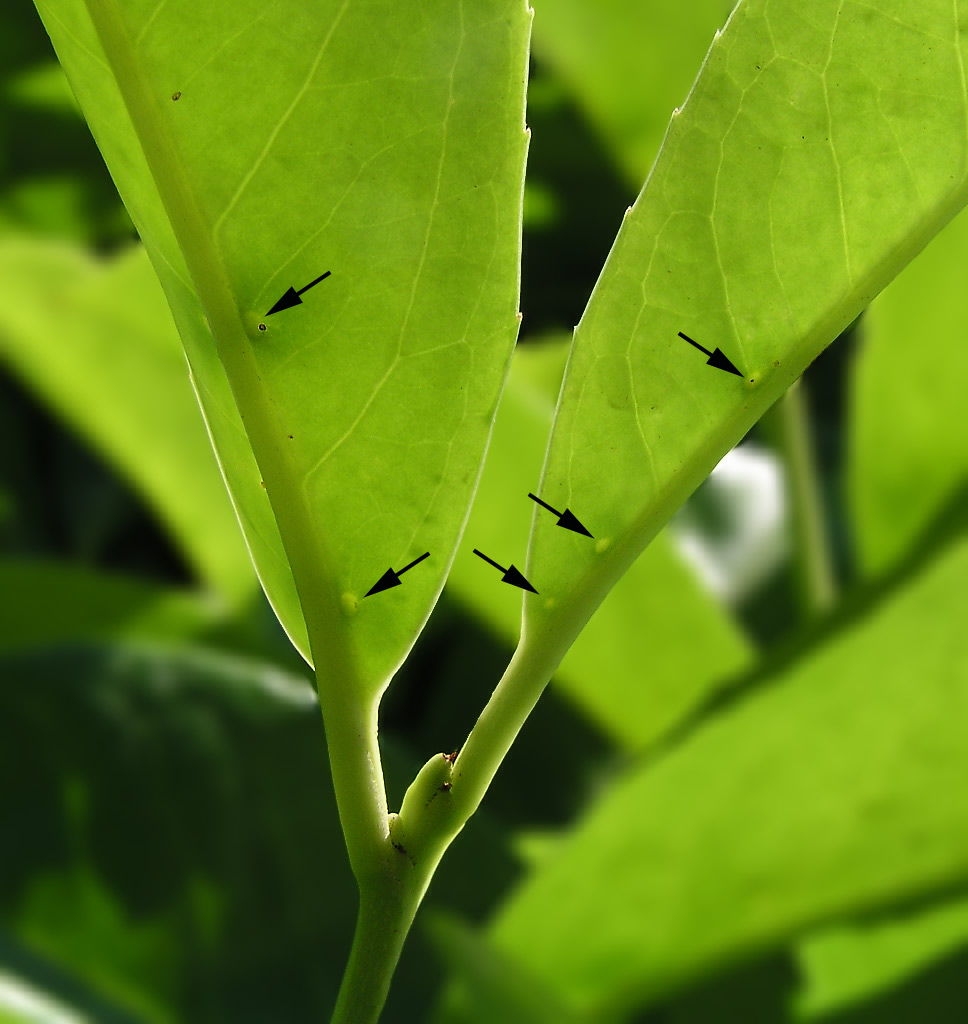
Les nectaires extra-floraux (sous forme de ponctuations vertes chez cette feuille jeune) offrent du nectar notamment aux fourmis.

Le laurier-cerise est un arbuste à feuillage persistant, pouvant atteindre 8 m de haut s'il est planté en solitaire, avec un port compact puis arborescent. Son tronc rameux, à l'écorce lisse et noirâtre, porte de très nombreux rameaux grisâtres.
Les feuilles simples alternes, persistantes et pétiolées sont coriaces, à avers brillant et glauque, elliptiques, obovales à lancéolées, de 100 à 200 mm de longueur. Le limbe est entier ou irrégulièrement denté, et faiblement enroulé en spirale. La face inférieure des feuilles comporte 2 à 6 nectaires extra-floraux, glandes nectarifères typiques des myrmécophytes (plantes attirant les fourmis qui participent à leur défense contre les herbivores et qui sont observées chez la majorité des autres espèces du genre Prunus.
Ses inflorescences sont des grappes dressées poussant à l'aisselle des feuilles. Elles sont composées de 26-32 petites fleurs blanches, sur axe central de (35–)55–130 mm actinomorphes et pentamères. Elles sont constituées par un réceptacle floral creux, évasé ; un calice constitué de cinq sépales triangulaires, étalés de 0,7–1,2 mm ; une corolle à 5 pétales onguiculés, libres, qui entourent 20 étamines disposées sur 4 verticilles. Le pistil est constitué par un ovaire supère, à carpelle médian fermé. Le fruit est une drupe uniloculaire, charnue.
Le fruit est une petite drupe, noire à maturité, contenant une graine. La dissémination se fait essentiellement par endozoochorie : les fruits sont consommés occasionnellement par les merles et les étourneaux.
L'ensemble de la plante est toxique pour l'homme, à l'exception de la pulpe du fruit parvenue à maturité, devenue noire (la graine est toxique).

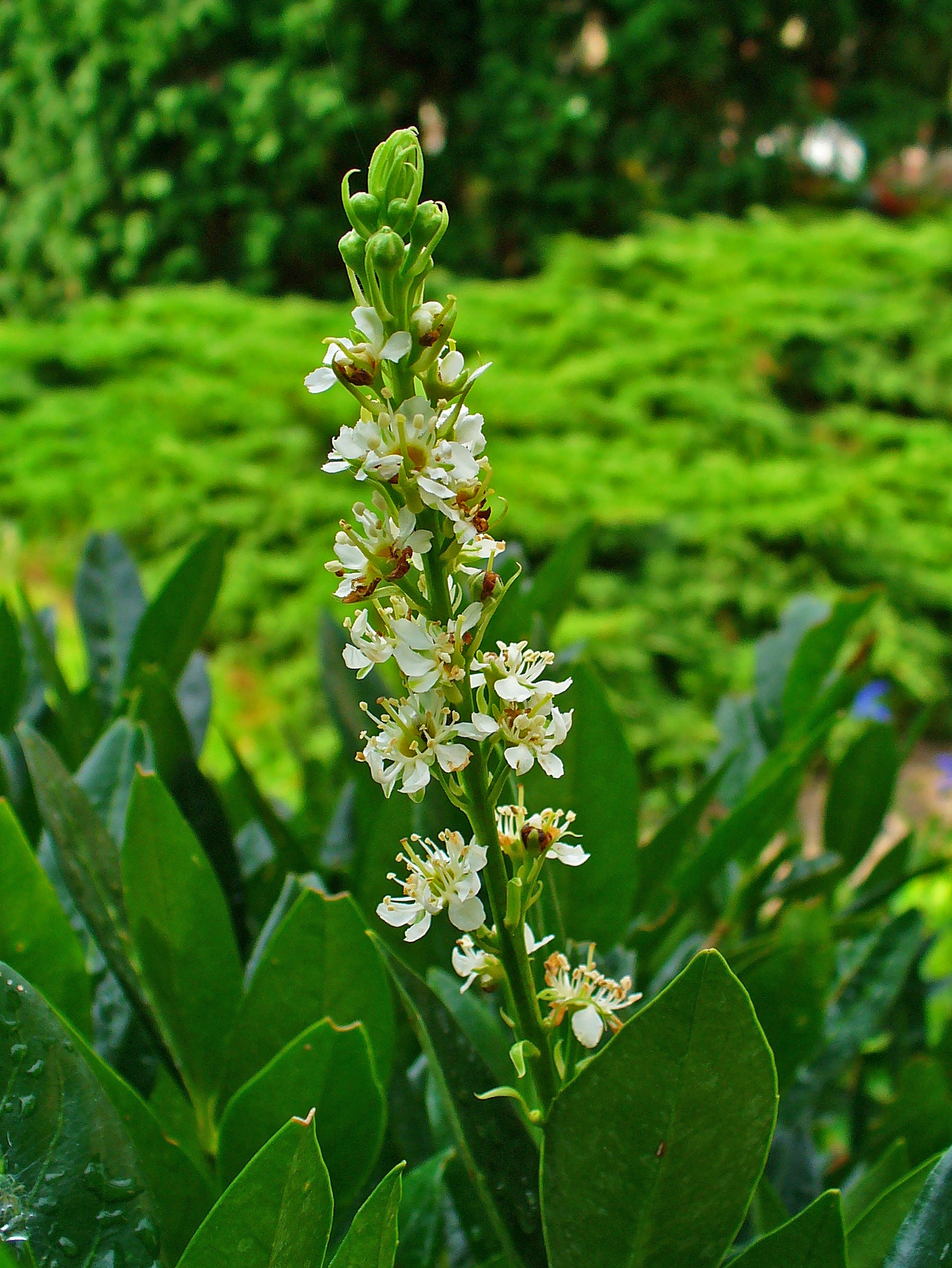
Inflorescence
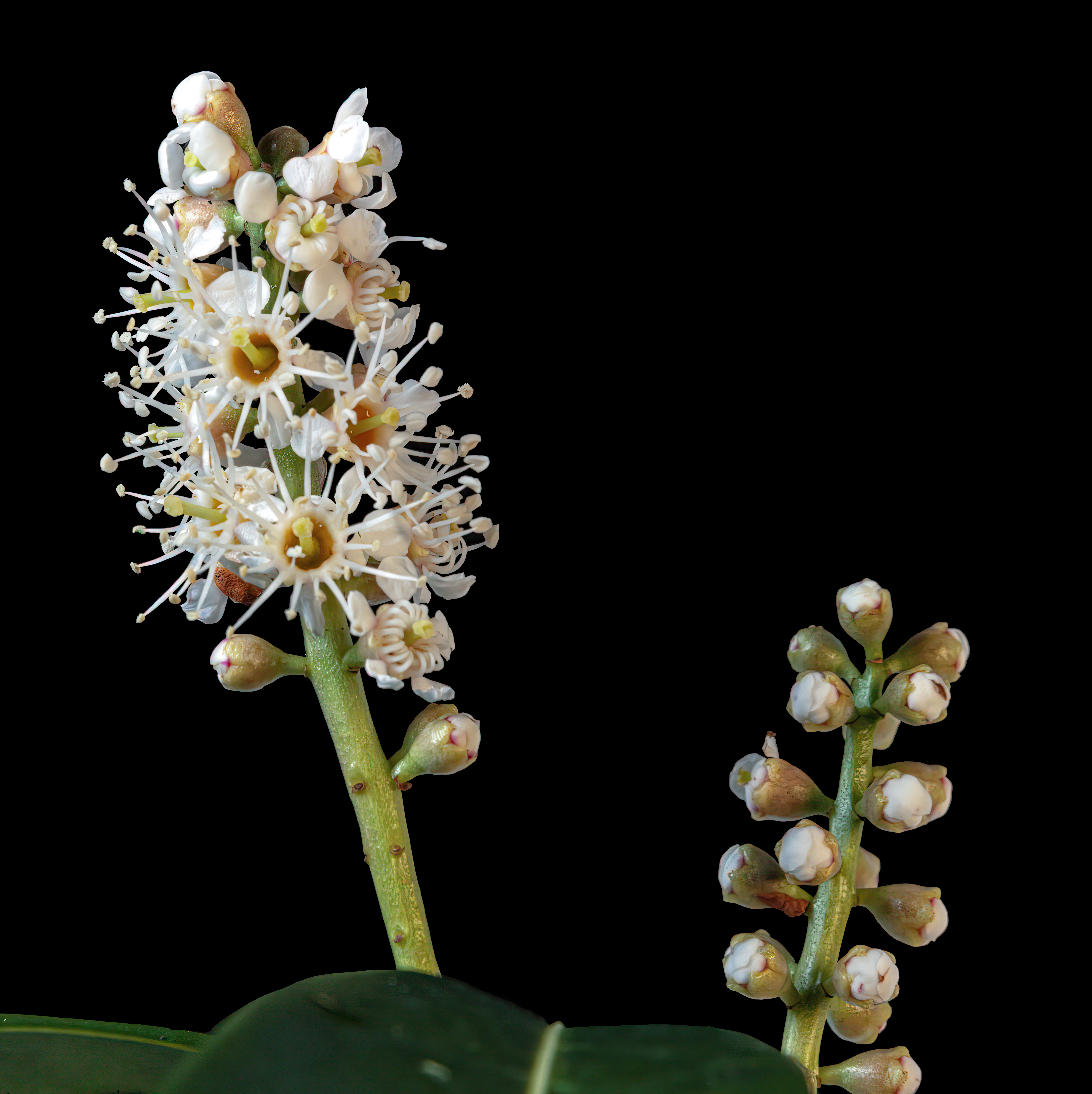
Inflorescences MHNT.
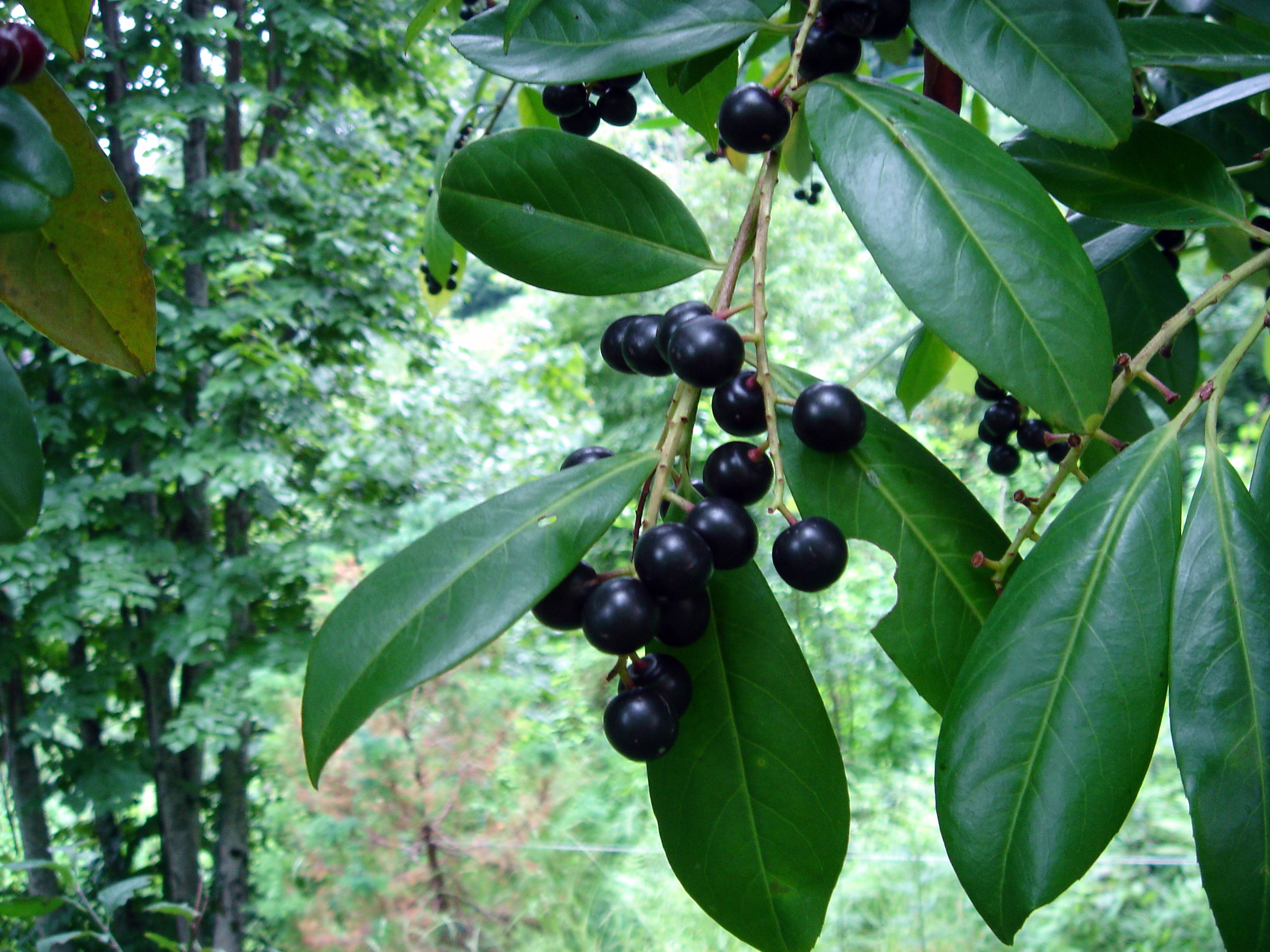
Laurier-cerise avec des grappes de fruits.
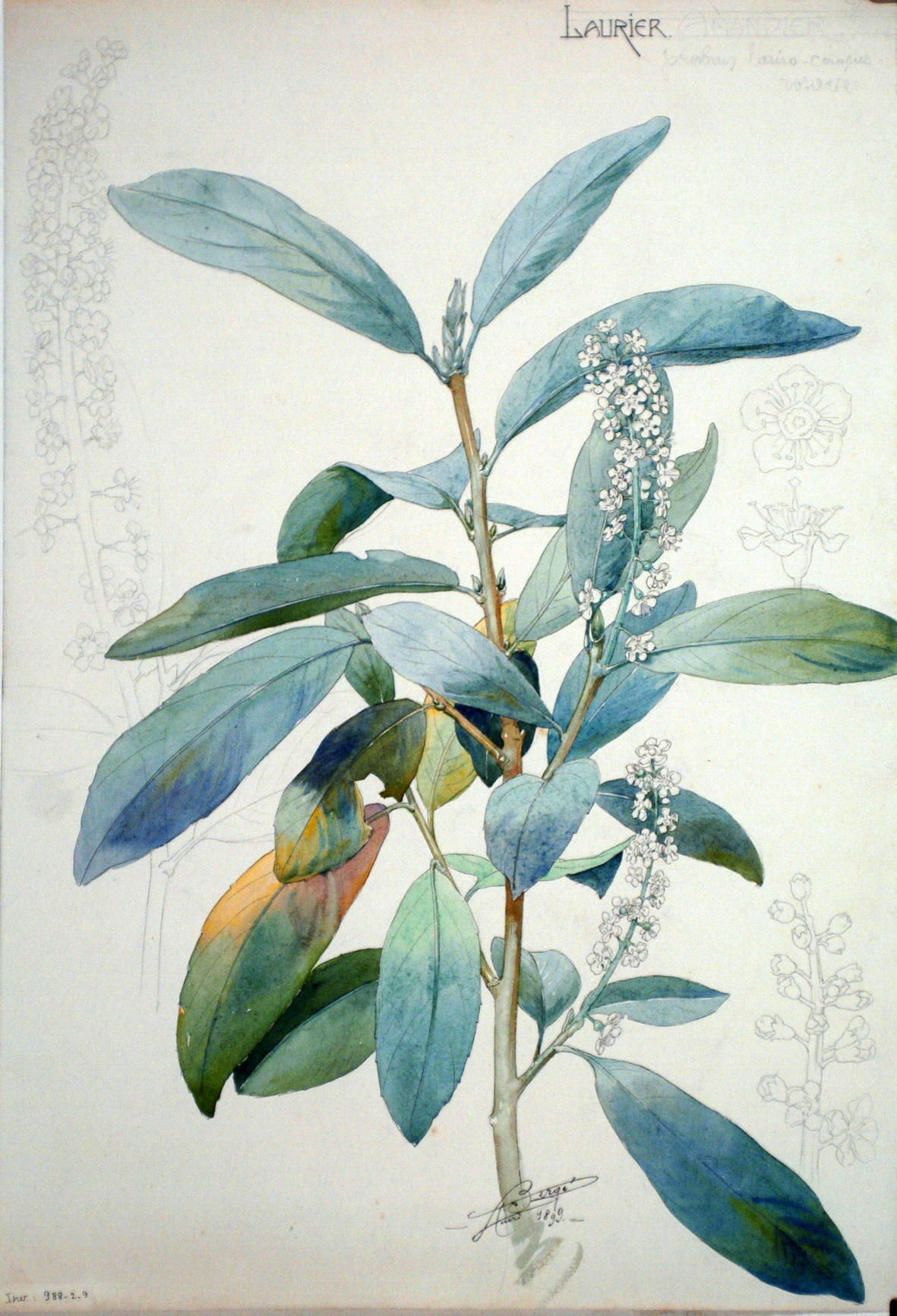
Etude du laurier-amande, 1899

## Propriétés
La chair du fruit n'est pas toxique ou, selon certains auteurs, très faiblement toxique lorsqu'il est consommé alors qu'il n'a pas atteint sa maturité complète.
La graine contenue dans le noyau est, quant à elle, très toxique car elle contient des hétérosides cyanogénétiques (prulaurasine et amygdaline, composés qui en s'hydrolysant donnent naissance à du glucose, de l'aldéhyde benzoïque volatil — à l'odeur d'amande amère — et de l'acide cyanhydrique inodore mais extrêmement toxique). Il y a cependant peu de cas d'empoisonnement car le noyau étant très dur, cette graine est rarement croquée.
Bien qu'utilisées parfois pour parfumer des pâtisseries, les feuilles sont toxiques en raison de leur teneur en hétérosides cyanogénétiques. Elles servent à la préparation de l'eau distillée de laurier cerise officinale (vertus antispasmodiques et calmantes).

## Utilisations

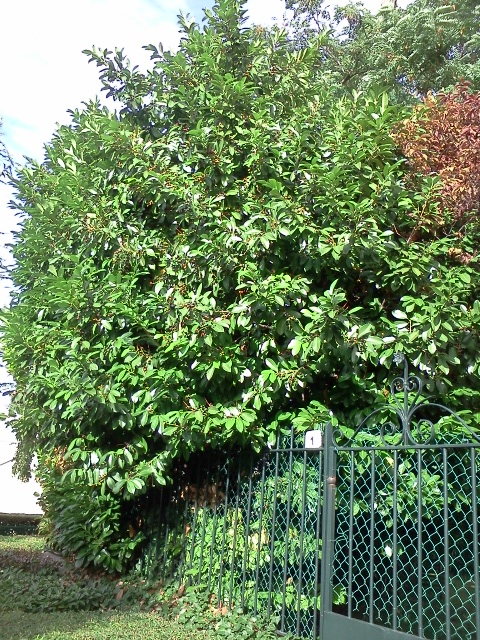
Laurier-cerise en haie en France.

Le laurier-cerise est principalement utilisé comme plante ornementale ou pour constituer des haies touffues.
En Suisse, il est conseillé de ne plus en planter, en raison de son potentiel envahissant par ses fruits. Si on en a déjà dans son jardin, couper les inflorescences pour empêcher la dispersion par les oiseaux et arracher les jeunes plants subspontanés avec la racine. Pour éliminer les peuplements établis, enlever un demi-cercle d'écorce à la base deux fois, à une année intervalle, pour éviter de stimuler la repousse et éliminer correctement le matériel végétal.
Les feuilles sont utilisées pour aromatiser les plats mais doivent être utilisées avec précaution et en faible quantité, en raison du risque d’empoisonnement.
Seuls les fruits mûrs dénoyautés, obtenus à partir d'arbres âgés et prolifiques, ne sont pas toxiques. Ils sont même vendus sur les marchés locaux pour être principalement consommés frais. Ils sont utilisés aussi pour la fabrication industrielle de confitures (rouge sombre, de goût unique mais agréable,), de cornichons et de gâteaux. Leur valeur marchande est telle que les industriels demandent le développement de cultivars pour une meilleure résistance aux maladies et pour leur adaptabilité environnementale.
Les feuilles fraîches cueillies à l’état jeune (c’est-à-dire étant apparues dans l'année) ou l'eau distillée des mêmes feuilles ont des propriétés thérapeutiques (antispasmodique, sédatif, anti-inflammatoire, antalgique, cicatrisant, sternutatoire) et des usages thérapeutiques (troubles de la sphère respiratoire et gastro-intestinale, affections cutanées).

## Aire d'origine, habitat

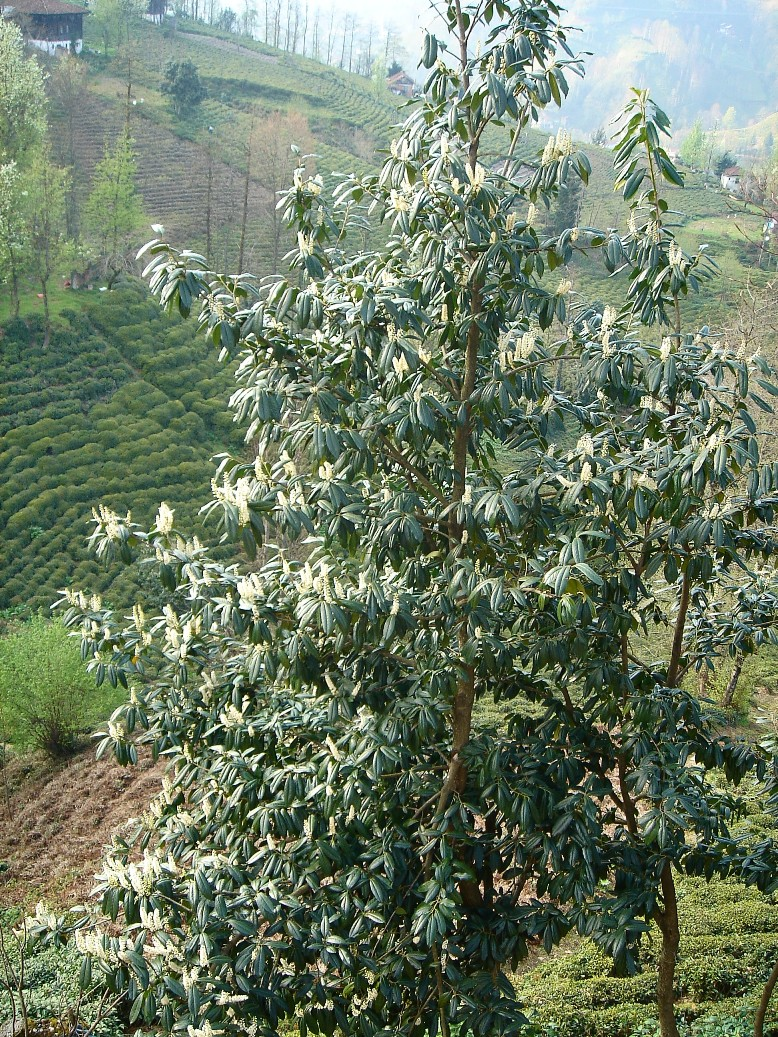
Aspect général en Turquie.

Selon POWO, cette espèce est originaire de l’espace s’étendant du sud-est de l’Europe à l’Iran. Son aire d’origine se situe dans l’aire couverte par l’Albanie, Bulgarie, Iran, Libye, Caucase du Nord, Roumanie, Tadjikistan, Transcaucasie, Turquie, Yougoslavie.
Elle a été introduite (et s’est naturalisée) en Argentine Sud, Assam Belgique Colombie-Britannique Californie Danemark France Allemagne Grande-Bretagne Irlande Italie Liban-Syrie, Madère Pays-Bas Nouvelle-Galles du Sud, Nouvelle-Zélande du Nord, Nouvelle-Zélande du Sud, Oregon Portugal Australie-Méridionale, Espagne Suisse Tasmanie Ukraine Ouzbékistan Washington.
Cet arbuste s’est naturalisé en Europe occidentale, où il forme des bois clairs ou des haies. Il apprécie les sols neutres ou légèrement acides, ensoleillés ou à moitié ombragés. La floraison a lieu au printemps entre avril et mai.
Par la toxicité de leur fructification et de la litière qu'ils produisent, les formations de laurier-cerise ont un intérêt très limité pour la faune sauvage des jardins. Ils fournissent toutefois d'excellents dortoirs pour oiseaux.

## Variétés
- Prunus laurocerasus 'Caucasica'
- Prunus laurocerasus 'Variegata'
- Prunus laurocerasus 'Otto Luyken', à feuilles plus effilées.
- Prunus laurocerasus 'Rotundifolia'
- Prunus laurocerasus 'Herbergii'
- Prunus laurocerasus 'Mount Vernon', au port rampant.

## Plante envahissante

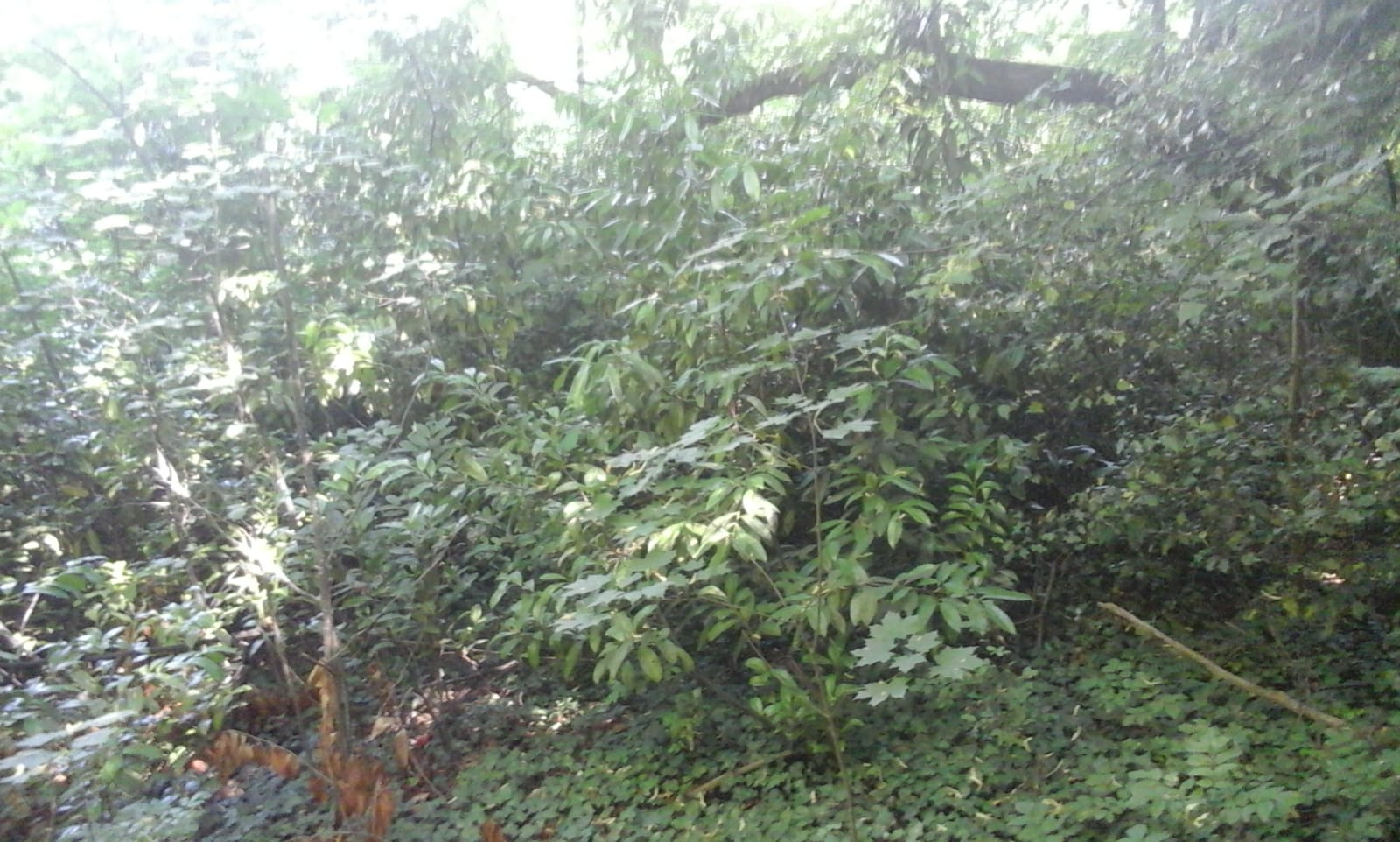
Sous-bois envahi par des lauriers-palme en France.

Le laurier-cerise est considéré comme une plante envahissante dans une grande partie de l'Europe, principalement sur la façade atlantique et en région méditerranéenne. En Suisse, il a même été placé sur la liste noire des néophytes envahissants, son usage est déconseillé. Massivement plantée (notamment pour former des haies disposées en pare-vue en bordure de propriété, ce qui lui a valu le surnom de « béton vert » ou « mur vert »), l'espèce se resème ensuite rapidement par ornithochorie (dispersion des graines par les oiseaux). Tout comme le rhododendron pontique, il forme des peuplements denses et ombragés, hostiles à la végétation indigène, notamment en milieu forestier : de nombreuses fleurs de sous-bois qui se développent en fin d'hiver (jacinthe des bois, muguet, ail des ours, ficaire…) en profitant de la lumière avant la feuillaison des arbres à feuilles caduques sont incapables de survivre dans les zones envahies d'arbres persistants.

## Controverse
Plante envahissante et toxique, la laurelle n’est cependant pas interdite en Suisse jusqu'à 2024, sauf si un règlement communal le prévoit. Une commune vaudoise qui avait ordonné à un propriétaire l’arrachage de 70 pieds de laurier-cerise a été désavouée par le Tribunal cantonal. L’espèce est inscrite dans une liste de plantes problématiques, qui sont autorisées à la vente munies d’un avertissement lorsqu'elles ne sont pas mentionnées dans l'Annexe 2 de Ordonnance sur la dissémination dans l’environnement, ODE (art. 15, al. 2, lien).
Au 1er Septembre 2024, la Suisse interdit la vente des lauriers-cerises au niveau fédéral. Il est ainsi interdit de vendre, de donner et d’importer ces plantes en Suisse. Il s’agit pour le gouvernement fédéral de freiner le phénomène envahissant des lauriers cerises.